# 桃太呂

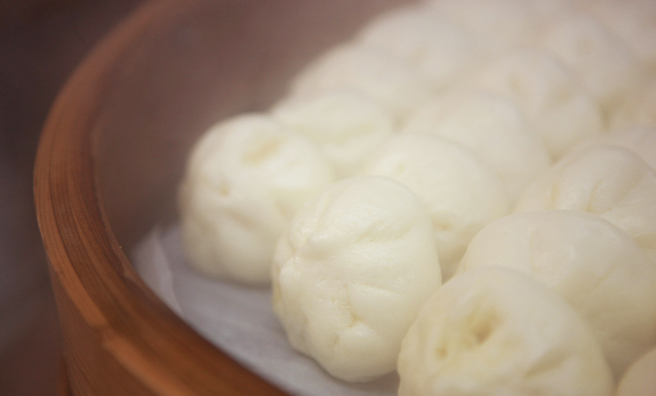
長崎ぶたまん

桃太呂（ももたろ）とは、長崎市を中心に九州地区に展開している販売店である。豚まんの持ち帰り販売が有名で、長崎名物お土産のひとつとなっている。

## 沿革
1930年（昭和5年）銅座本店の創立より、ひとつひとつ手作りの「長崎ぶたまん」「長崎餃子」を販売。その日に作ったものはその日に完売。そのため、閉店時間は日によってまちまちである（商業施設内の店舗ではその限りではない）。近年では電話やインターネットでの通信販売もしている。
物産展やイベントなどで限定販売している「一口ぶたまん」は、通常でも小さめなサイズの「長崎ぶたまん」より、さらに小さい。また、水曜日のみ製造の「長崎あんまん」、稀少な材料を使うため不定期に製造される「長崎ぶたまん極(きわみ)」も限定商品として販売されていた。

## 広報活動
CM
「手作りの皮の旨味と具の美味さ」のキャッチフレーズが長年愛用されている。
映画館広告
販売店を構える長崎アミュプラザと博多阪急百貨店のユナイテッドシネマでアニメーション版のCMを放映している。
各種スポンサー
FM NAGASAKI主催の夏のロックフェスSky Jamboreeの冠スポンサー。
ぶたまん家族
博多阪急店出店の際生まれたキャラクター。